# Mancomunidad de Aguas de Cascante, Cintruénigo y Fitero
La Mancomunidad de Aguas de Cascante, Cintruénigo y Fitero es un ente supramunicipal español creado en 1936 e integrado por los municipios de Cascante, Cintruénigo y Fitero para prestar el servicio conjunto de abastecimiento de agua a las tres localidades mancomunadas a partir de caudales derivados del río Queiles.
La población conjunta de los municipios mancomunados ascendía el 1 de enero de 2018 a 13.658 habitantes.
La sede de la mancomunidad se encuentra en el municipio de Cintruénigo (Plaza de los Fueros 1), en la sede del ayuntamiento de esta localidad que es la de mayor población de las tres que integran la mancomunidad y cuyo ayuntamiento presta los recursos de gestión a la misma.

## Municipios integrantes
La mancomunidad está integrada actualmente por 3 municipios: Cascante, Cintruénigo y Fitero.